# بيتر كونولي
بيتر كونولي (بالإنجليزية: Peter Connolly)‏ هو سياسي أسترالي، ولد في 29 سبتمبر 1920 بسيدني في أستراليا، وتوفي في 3 مايو 2009 في نفس البلد. حزبياً، نشط في Queensland Liberal Party ‏. وقد انتخب عضو المجلس التشريعي ولاية كوينزلاند.